# 廖石成
廖石成（1899年—1984年），又作石城，人稱阿麻師，臺灣大木匠師，板橋埔墘（中山路一帶）人，師事陳應彬、陳己元父子。曾經參與過小基隆福成宮、淡水祖師廟、九份青雲殿、金瓜石勸濟堂、二重先嗇宮、大溪仁和宮、北投行天宮、臺北行天宮、三峽行修宮、艋舺龍山寺、雲林麥寮拱範宮、林口竹林寺等整建，是著名的建築師與民俗藝師。